# Hawarden (pays de Galles)
Pour les articles homonymes, voir Hawarden.
Hawarden (Penarlâg en gallois) est une ville du pays de Galles dans le Flintshire.
Hawarden possède un aéroport (Hawarden Airport, code AITA : CEG) desservant la ville de Chester en Angleterre.

## Histoire
Le 22 mars 1282, le prince gallois Dafydd ap Gruffudd attaque le château de Hawarden, possession du roi anglo-normand Édouard Ier.

## Attraction
On y retrouve la Bibliothèque Gladstone.

## Personnalités liées à la commune
- William Ewart Gladstone, homme politique britannique : décès en 1898,
- Emma Hamilton, maitresse de Lord Nelson : élevée à Hawarden,